# Batalla de Concepción (1835)
La Batalla de Concepción fue un enfrentamiento armado entre la República de México y los rebeldes del estado de Texas que tuvo lugar el 28 de octubre de 1835, durante la Independencia de Texas en el marco del sitio de Béjar, en la misión La Concepción, en San Antonio, Texas, EE. UU.
El 28 de octubre de 1835, se acercó el general Martín Perfecto de Cos con sus fuerzas bajo una densa niebla. Después de una breve escaramuza en la niebla, ambos bandos esperaron a que la niebla se disipase. La pólvora de los hombres de Cos era de muy mala calidad, ya que en algunas ocasiones las balas de sus carabinas estuvieron a la altura de su objetivo y sin embargo sólo causaron moretones a los rebeldes. Las fuerzas mexicanas iban equipadas con carabinas Brown Bess inglesas que dispararon a una distancia menor que las armas texanas.
Las fuerzas de Cos tuvieron alrededor de 76 muertos o heridos mientras que los rebeldes tejanos perdieron un solo hombre, llamado Richard Andrews. Stephen F. Austin y el resto del ejército texano se incorporó al final de la batalla mientras que William B. Travis dio persecución a las fuerzas mexicanas que intentaban regresar a San Antonio.